# Stogovo
Le Stogovo (en macédonien Стогово) est un massif montagneux de l'ouest de la Macédoine du Nord. Situé près de Debar et de la frontière albanaise, il est prolongé au nord par le massif de Mavrovo. Il est marqué par de hauts sommets, notamment le pic Stogovo, qui culmine à 2 318 mètres, le Golem Rid (2 278 m) et le Babin Srt (2 242 m). Le massif est essentiellement couvert de forêts de hêtres et de chênes, de forêts de pins à plus haute altitude, tandis que les pics rocheux sont entourés de pâturages. Très peu fréquenté, le massif est resté sauvage.

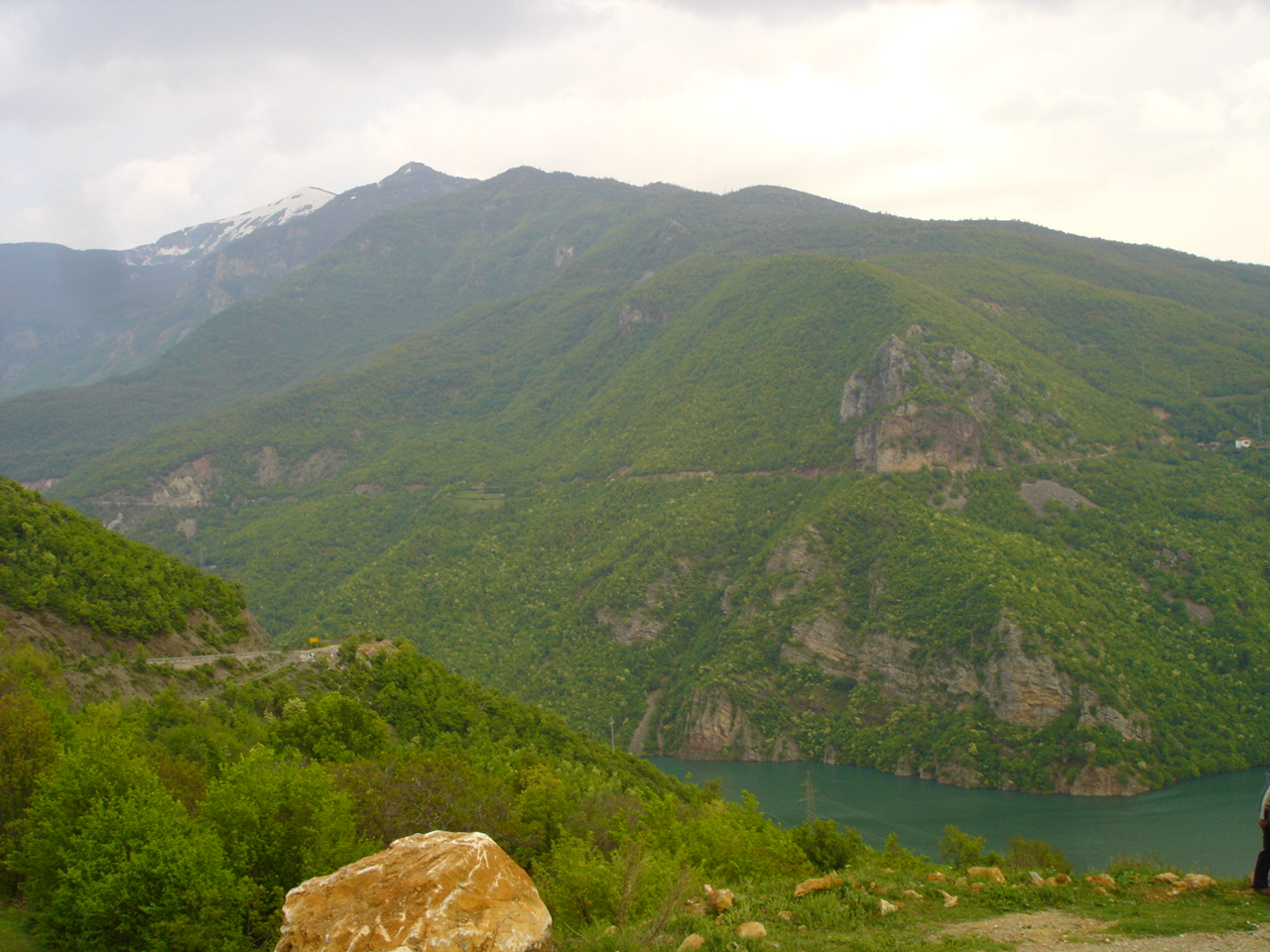
Vue du massif et du lac de Debar.